# ラミ・ゲルション
ラミ・ゲルション（ヘブライ語: רמי גרשון, ラテン文字表記: Rami Gershon, 1988年8月12日 - ）は、イスラエル・中央地区リション・レジオン出身の同国代表サッカー選手。マッカビ・ハイファFC所属。ポジションは、ディフェンダー。

## クラブ経歴

### セルティック
2013年1月9日、セルティックFCのピーター・ローウェルCEOがゲルションをシーズン終了までのレンタルで獲得したことを明らかにした。2013年2月9日、インヴァネス・カレドニアン・シッスルFC戦で移籍後初出場。

### ヘント
2014年、KAAヘントに移籍。入団以降はコンスタントにプレーしていたが、2016-17シーズン後半にはパフォーマンスの低下により出場機会が減少した。

### マッカビ・ハイファ
2017年8月13日、マッカビ・ハイファFCと5年契約を結び母国へ復帰した。

## 代表歴
2010年10月12日、UEFA EURO 2012予選のギリシャ戦でイスラエル代表デビュー。2011年10月11日、マルタ戦で初ゴール。2013年3月22日、ポルトガル戦でもゴールを挙げた。

### ゴール
| No | 開催日         | 会場                     | 対戦国     | スコア | 結果 | 試合概要                                |
| -- | -------------- | ------------------------ | ---------- | ------ | ---- | --------------------------------------- |
| 1  | 2011年10月11日 | Ta'Qali Stadium          | マルタ     | 2–0    | 2-0  | UEFA EURO 2012予選                      |
| 2  | 2013年3月22日  | ラマト・ガン・スタジアム | ポルトガル | 3–1    | 3-3  | 2014 FIFAワールドカップ・ヨーロッパ予選 |

## タイトル
セルティック
- スコティッシュ・プレミアリーグ : 2012–13

ヘント
- ジュピラー・プロ・リーグ : 2014–15